# Don Giovanni (film 1979)
Don Giovanni è un film del 1979, diretto da Joseph Losey.
La pellicola costituisce una versione cinematografica dell'opera lirica Don Giovanni di Mozart, su libretto di Lorenzo Da Ponte. Il film ha come protagonista Ruggero Raimondi nel ruolo principale e il direttore d'orchestra è Lorin Maazel. L'azione si svolge a Vicenza.

## Trama
Una notte, dopo un tentativo di violenza nei confronti di Donna Anna, Don Giovanni ne deve fronteggiare il padre, denominato solamente "il Commendatore", che vuole vendicarne subito l'onore, e che viene ucciso in duello. Don Giovanni con il suo servo si dirige verso la sua abitazione e lì incontra Donna Elvira da lui sedotta e abbandonata, a cui Leporello fa un elenco delle donne conquistate dal suo padrone, soffermandosi sui suoi gusti seduttivi, ma anche sulle indicazioni geografiche ("Madamina il catalogo è questo, delle belle che amò il padron mio [...] ma in Ispagna son già milletre!"), srotolando lungo la scalinata della villa alcuni rotoli di carta riempiti con i nomi delle donne sedotte.
Durante una festa di matrimonio tra due contadini, Zerlina e Masetto, che vivono nei possedimenti di Don Giovanni, egli si invaghisce della sposa e tenta di sedurla: nonostante un primo cedimento da parte della donna ("vorrei e non vorrei, mi trema un poco il cor"), il suo tentativo non andrà a buon fine a causa dell'intervento di Donna Elvira che porta via con sé Zerlina, sottraendola alle grinfie del nobile. Don Giovanni e il suo servo si troveranno quindi inseguiti da Donna Anna e dal suo fidanzato (per vendicare l'uccisione del padre di lei) e da Donna Elvira.
Nel tentativo di sedurre una cameriera, Don Giovanni scambia i suoi abiti signorili con i panni modesti del suo servo Leporello, sperando che con questo travestimento possa ispirare maggiore fiducia nella ragazza di estrazione plebea. Tuttavia la serenata che il nobile intona sotto il balcone della fanciulla viene interrotta da Masetto e da altri villici che cercano Don Giovanni per ucciderlo. Vestendo i panni di un servo, il nobile riesce a sottrarsi e ritrovare Leporello. I due si dirigono verso un cimitero, dove trovano la statua funebre del Commendatore, che prodigiosamente parla loro. Per nulla intimorito, per sfidare la statua, Don Giovanni la invita a cena. La statua accetta.
La sera seguente, Don Giovanni siede nella sua sala intento a banchettare. Con sua meraviglia, si palesa lo spettro del commendatore sotto forma del suo monumento funebre. La scena finale in cui Don Giovanni fronteggia il convitato di pietra è resa in modo solenne e terrificante, stempearata a tratti dal comportamento buffo e insieme grottesco di Leporello che terrorizzato, si nasconde sotto al tavolo. Il servo invita il padrone a non accettare l'invito a cena dalla statua, poiché significherebbe accettare di avvicinarsi alla morte. Non di meno, lo spettro esorta Don Giovanni a pentirsi della sua vita dissoluta; egli non lo fa e per via della sua risolutezza sprofonda tra le fiamme dell'inferno. Alla fine tutti i personaggi, riuniti, intonano la morale della storia ("Questo è il fin di chi fa il mal!").

## Ambientazione
Da Ponte scrive, nel suo libretto (Praga,1787; Vienna,1788): "La Scena si finge in una città della Spagna". Nonostante ciò, Losey ha deciso, più liberamente, di girare il film nella città di Vicenza (della quale tra l'altro sono mostrati la Basilica Palladiana, piazza dei Signori e Villa Almerico Capra detta la Rotonda), ricorrendo ad artifici tecnici per cui essa sembra essere situata in una zona lagunare.

## Riconoscimenti
- Premi César 1980
  - Miglior montaggio
  - Miglior scenografia
- David di Donatello 1980
  - Miglior produttore